# Matonyango
Matonyango är ett vattendrag i Burundi.   Det ligger i provinsen Kirundo, i den norra delen av landet, 130 kilometer nordost om huvudstaden Bujumbura.
Omgivningarna runt Matonyango är en mosaik av jordbruksmark och naturlig växtlighet. Runt Matonyango är det tätbefolkat, med 343 invånare per kvadratkilometer.